# Seznam medailistů na mistrovství Evropy v běhu na 800 m
Běh na 800 metrů je na programu mistrovství Evropy od roku 1934 v kategorii mužů, půlkařky se poprvé na start postavily v roce 1954. Od sedmdesátých let je výkonnost vítězů na přibližně stejné úrovni.

## Muži
| Rok  | Místo     | Zlato                            | Výkon vítěze                     | Stříbro                          | Bronz                            |
| ---- | --------- | -------------------------------- | -------------------------------- | -------------------------------- | -------------------------------- |
| 1934 | Turín     | Miklós Szabó                     | 1:52,0                           | Mario Lanzi                      | Wolfgang Dessecker               |
| 1938 | Paříž     | Rudolf Harbig                    | 1:50,6                           | Jacques Lévèque                  | Mario Lanzi                      |
| 1946 | Oslo      | Rune Gustafsson                  | 1:51,0                           | Niels Holst-Sørensen             | Marcel Hansenne                  |
| 1950 | Brusel    | John Parlett                     | 1:50,5                           | Marcel Hansenne                  | Roger Bannister                  |
| 1954 | Bern      | Lajos Szentgali                  | 1:47,1                           | Lucien De Muynck                 | Audun Boysen                     |
| 1958 | Stockholm | Michael Rawson                   | 1:47,8                           | Audun Boysen                     | Paul Schmidt                     |
| 1962 | Bělehrad  | Manfred Matuschewski             | 1:50,5                           | Valerij Bulyšev                  | Paul Schmidt                     |
| 1966 | Budapešť  | Manfred Matuschewski             | 1:45,9                           | Franz-Josef Kemper               | Bodo Tümmler                     |
| 1969 | Athény    | Dieter Fromm                     | 1:45,9                           | Jozef Plachý                     | Manfred Matuschewski             |
| 1971 | Helsinky  | Jevgenij Aržanov                 | 1:45,6                           | Dieter Fromm                     | Andy Carter                      |
| 1974 | Řím       | Luciano Sušanj                   | 1:44,1                           | Steve Ovett                      | Markku Taskinen                  |
| 1978 | Praha     | Olaf Beyer                       | 1:43,84 RM                       | Steve Ovett                      | Sebastian Coe                    |
| 1982 | Athény    | Hans-Peter Ferner                | 1:46,33                          | Sebastian Coe                    | Jorma Härkönen                   |
| 1986 | Stuttgart | Sebastian Coe                    | 1:44,50                          | Tom McKean                       | Steve Cram                       |
| 1990 | Split     | Tom McKean                       | 1:44,76                          | David Sharpe                     | Piotr Piekarski                  |
| 1994 | Helsinky  | Andrea Benvenuti                 | 1:46,12                          | Vebjørn Rodal                    | Tomás de Teresa                  |
| 1998 | Budapešť  | Nils Schumann                    | 1:44,89                          | André Bucher                     | Lukáš Vydra                      |
| 2002 | Mnichov   | Wilson Kipketer                  | 1:47,25                          | André Bucher                     | Nils Schumann                    |
| 2006 | Göteborg  | Bram Som                         | 1:46,56                          | David Fiegen                     | Sam Ellis                        |
| 2010 | Barcelona | Marcin Lewandowski               | 1:47,07                          | Michael Rimmer                   | Adam Kszczot                     |
| 2012 | Helsinky  | Jurij Borzakovskij               | 1:48,61                          | Andreas Bube                     | Pierre-Ambroise Bosse            |
| 2014 | Curych    | Adam Kszczot                     | 1:44,15                          | Artur Kuciapski                  | Mark English                     |
| 2016 | Amsterdam | Adam Kszczot                     | 1:45,18                          | Marcin Lewandowski               | Elliot Giles                     |
| 2018 | Berlín    | Adam Kszczot                     | 1:44,59                          | Andreas Kramer                   | Pierre-Ambroise Bosse            |
| 2020 | Paříž     | zrušeno kvůli pandemii covidu-19 | zrušeno kvůli pandemii covidu-19 | zrušeno kvůli pandemii covidu-19 | zrušeno kvůli pandemii covidu-19 |
| 2022 | Mnichov   | Mariano García                   | 1:44,85                          | Jake Wightman                    | Mark English                     |
| 2024 | Řím       | Gabriel Tual                     | 1:44,87                          | Mohamed Attaoui                  | Catalin Tecuceanu                |

## Ženy
- Závod žen se poprvé uskutečnil v roce 1954

| Rok  | Místo     | Zlato                            | Výkon vítěze                     | Stříbro                          | Bronz                            |
| ---- | --------- | -------------------------------- | -------------------------------- | -------------------------------- | -------------------------------- |
| 1954 | Bern      | Nina Otkalenková                 | 2:08,8                           | Diane Leatherová                 | Ljudmila Lysenková               |
| 1958 | Stockholm | Jelizaveta Jermolajevová         | 2:06,3                           | Diane Leatherová                 | Dzidra Levická                   |
| 1962 | Bělehrad  | Gerda Kraanová                   | 2:02,8                           | Waltraud Kaufmannová             | Olga Kazi                        |
| 1966 | Budapešť  | Vera Nikolićová                  | 2:02,8                           | Zsuzsa Szabó                     | Antje Gleichfeldová              |
| 1969 | Athény    | Lilian Boardová                  | 2:01,4                           | Annelise Damm Olesen             | Vera Nikolićová                  |
| 1971 | Helsinky  | Vera Nikolićová                  | 2:00,0                           | Pat Loweová                      | Rosemary Stirlingová             |
| 1974 | Řím       | Liljana Tomovová                 | 1:58,1                           | Gunhild Hoffmeisterová           | Mariana Sumanová                 |
| 1978 | Praha     | Taťjana Providochinová           | 1:55,80                          | Naděžda Muštová                  | Zoja Rigelová                    |
| 1982 | Athény    | Olga Minějevová                  | 1:55,41 RM                       | Ljudmila Veselkovová             | Margrit Klingerová               |
| 1986 | Stuttgart | Naděžda Olizarenková             | 1:57,15                          | Sigrun Wodarsová                 | Ljubov Gurinová                  |
| 1990 | Split     | Sigrun Wodarsová                 | 1:55,87                          | Christine Wachtelová             | Lilija Nurutdinovová             |
| 1994 | Helsinky  | Ljubov Gurinová                  | 1:58,55                          | Natalia Duchnovová               | Ljudmila Rogačovová              |
| 1998 | Budapešť  | Jelena Afanasjevová              | 1:58,50                          | Malin Ewerlöfová                 | Stephanie Grafová                |
| 2002 | Mnichov   | Jolanda Čeplaková                | 1:57,65                          | Mayte Martínezová                | Kelly Holmesová                  |
| 2006 | Göteborg  | Olga Kotljarovová                | 1:57,38                          | Světlana Kljuková                | Rebecca Lyneová                  |
| 2010 | Barcelona | Yvonne Haková                    | 1:58,85                          | Jennifer Meadowsová              | Lucia Klocová                    |
| 2012 | Helsinky  | Lynsey Sharpová                  | 2:00,52                          | Maryna Arzamasavová              | Lilija Lobanovová                |
| 2014 | Curych    | Maryna Arzamasavová              | 1:58,15                          | Lynsey Sharpová                  | Joanna Jóźwiková                 |
| 2016 | Amsterdam | Natalija Pryščepová              | 1:59,70                          | Rénelle Lamote                   | Lovisa Lindh                     |
| 2018 | Berlín    | Natalija Pryščepová              | 2:00.38                          | Rénelle Lamoteová                | Olha Ljachovová                  |
| 2020 | Paříž     | zrušeno kvůli pandemii covidu-19 | zrušeno kvůli pandemii covidu-19 | zrušeno kvůli pandemii covidu-19 | zrušeno kvůli pandemii covidu-19 |
| 2022 | Mnichov   | Keely Hodgkinsonová              | 1:59.04                          | Rénelle Lamoteová                | Anna Wielgoszová                 |
| 2024 | Řím       | Keely Hodgkinsonová              | 1:58,65                          | Gabriela Gajanová                | Anaïs Bourgoinová                |